# كامليا
کاملیا زاهور (بالإنجليزية: Kamaliya)‏ (الأوكرانية: Камалія Захур، الروسية: Камалия Захур؛ ولدت ناتاليا شمارينكوفا يوم 18 مايو 1977) المعروف مهنيا باسم کاملیا، مغنية أوكرانية، وممثلة وشخصية تلفزيونية، وعارضة أزياء، السابق حامل اللقب مسابقة ملكة الجمال، أصبحت معروفة على نطاق واسع في المملكة المتحدة من خلال مشاركتها في برنامج تلفزيون الواقع البريطاني لقاء مع الروس.

## حياة خاصة
في عام 2003 تزوجت من رجل الأعمال البريطاني الباكستاني محمد زهور. في 6 سبتمبر 2013 أنجبت كمالية فتاتين توأمتين ، أرابيلا وميرابيلا.

## روابط خارجية
- الموقع الرسمي
- Kamaliya RUS website
- Kamaliya Youtube
- Kamaliya on itunes
- Kamaliya on Soundcloud
- Kamaliya Zahoor on Facebook
- kamaliya_zahoor على تويتر.
- Kamaliya Zahoor online card
- Kamaliya & Mohammad Zahoor Charitable Foundation
- Mrs World 2008 Youtube
- Meet the Russians Youtube

كامليا على موقع IMDb (الإنجليزية)
- كامليا على موقع ألو سيني (الفرنسية)
- كامليا على موقع ميوزك برينز (الإنجليزية)
- كامليا على موقع ديسكوغز (الإنجليزية)
- كامليا على موقع قاعدة بيانات الفيلم (الإنجليزية)
- كامليا على موقع كينوبويسك (الروسية)

1. ↑  "Mrs World history". مؤرشف من الأصل في 2012-11-02. اطلع عليه بتاريخ 2010-05-26.
2. ↑  "Official Web Site of the 2011 Mrs. World Competition" [ru:Муж моей вдовы] (بالروسية). today.od.ua. Archived from the original on 2012-11-02. Retrieved 2010-05-26.
3. ↑  [ru:Заслуженная артистка Украины] (بالروسية). kamaliya.net https://web.archive.org/web/20120426052617/http://kamaliya.net/img/cat_awards/position/actual_1273231503.jpg. Archived from the original on 2012-04-26. Retrieved 2010-05-26. {{استشهاد ويب}}: |trans-title= بحاجة لـ |title= أو |script-title= (help) and |مسار أرشيف= بحاجة لعنوان (help)
4. ↑  "Kamaliya bio at UMKA". umka.com.ua. مؤرشف من الأصل في 2012-05-30. اطلع عليه بتاريخ 2010-05-26.
5. ↑  staff report (12 نوفمبر 2006). "Puppets and pop music—a fantastic Saturday night". ديلي تايمز. مؤرشف من الأصل في 2020-03-12. اطلع عليه بتاريخ 2010-05-26.
6. ↑  "Cantora ucraniana vence o concurso 'Miss Casada'". G1 (بالبرتغالية). AFP. 30 Jun 2008. Archived from the original on 2016-03-04. Retrieved 2010-05-26.
7. ↑  "Svit talantiv Ukrayiny, the 5th All-Ukraine Children Festival". wumag.kiev.ua. مؤرشف من الأصل في 2018-04-27. اطلع عليه بتاريخ 2010-05-26.